# 南斯拉夫历史
南斯拉夫（塞尔维亚-克罗地亚语西里爾字母：），是1929年至2003年建立於南歐巴爾幹半島上的數個國家的總稱。以从鄂圖曼土耳其帝国独立的塞尔维亚族所建立的塞尔维亚王国为基础，经两次巴尔干战争及第一次世界大战，隨著鄂圖曼土耳其帝国、奥匈帝国的戰敗，塞爾維亞和附近的各南斯拉夫人地區合併，創建了南斯拉夫聯邦。南斯拉夫素有「七條國界、六個共和國、五個民族、四種語言、三種宗教、二種文字、一個國家」的形容。1992年至2003年間，南斯拉夫除了塞爾維亞和黑山之外其他民族国家纷纷独立，此聯邦政體也因此而逐渐解體，南斯拉夫也随之成為歷史名詞，2006年随着黑山的公投独立，松散联盟塞爾維亞和黑山也告终结。

## 南斯拉夫王国歷史
南斯拉夫王国 （1918年-1945年）在一战后成立，直到二战后结束。其领土包括今天的波斯尼亚和黑塞哥维那、塞尔维亚、黑山、馬其頓共和國，以及斯洛文尼亚和克罗地亚的大部分地区。1929年之前国名是塞尔维亚人、克罗地亚人和斯洛文尼亚人王国（Kingdom of Serbs, Croats and Slovenes）。
1918年12月1日，塞尔维亚王国国王彼得一世宣布成立塞尔维亚人、克罗地亚人和斯洛文尼亚人王国，或者简称为SHS王国 (Краљевина СХС / Kraljevina SHS)。
此王国包含原先独立的塞爾維亞与黑山（1918年11月28日黑山王国并入塞爾維亞王国）两个王国，以及原属奥匈帝国的大片领土。这些领土包括原属奥匈帝国内莱塔尼亚(奥地利帝国)的卡尼奥拉 、施蒂利亚和达尔马提亚的大部分，奥匈帝国外莱塔尼亚（匈牙利王国）的克罗地亚-斯拉沃尼亚王国（克罗地亚、斯拉沃尼亚和伏伊伏丁那），以及奥匈帝国直辖省波斯尼亚和黑塞哥维那。
南斯拉夫西北部是意大利和奥地利，北方是匈牙利和罗马尼亚，东临保加利亚，南邻是希腊和阿尔巴尼亚，滨临亚得里亚海。
奥地利省份克恩顿举行公投，结果令它一分为二，王国得到的部分在今斯洛文尼亚。意大利得到位于达尔马提亚的港口扎达尔和数个岛屿。里耶卡 (意語稱為阜姆) 港成为阜姆自由邦，但于1924年被意大利占领。王国与意大利的领土争议持续，前者宣称拥有伊斯特拉。该地原属奥地利海岸区 (Österreichisches Küstenland)，有很多克罗地亚和斯洛文尼亚居民，却被意大利占领。意大利也宣称拥有达尔马提亚沿岸地区。
1941年，第二次世界大战期间，轴心国入侵，南斯拉夫王国解体。 1945年，第二次世界大战之后，战后重建南斯拉夫民主联盟。

## 南斯拉夫社会主义联邦共和国歷史

### 南斯拉夫共產黨的興起
南斯拉夫社會主義聯邦共和國的誕生與該國的共產黨有緊密的關係，十九世紀末，曾留學於西歐和俄國的學生、技術工人和藝術家將社會主義思想帶入南斯拉夫，並開始展開政治活動。1917年，俄羅斯帝國爆發了十月革命，激勵了南斯拉夫的塞爾維亞社會民主黨聯合了其他社會主義派組織:16-18，於1919年4月20日組成了「南斯拉夫社會主義工人黨」:502。1920年6月，該組織再改名為「南斯拉夫共產黨」，並加入共產國際，以蘇聯作為效法對象擬定未來國家的政府形式。除了透過正常的集會遊行爭取選票外，共產黨人亦煽動工人罷工、宣傳恐怖主義、暗殺政府要員等非法活動，並滲透至軍隊與工會之中，南國政府宣佈共產黨非法，並加以鎮壓:16-18，在國王亞歷山大一世於1929年起開始實施個人獨裁後，南共自1929年的3,000名黨員一度降至1932年的200名，受到幾近致命的打擊，一度沈寂下來。然而到了1933年，全歐洲受到了納粹德國對外擴張的威脅，南斯拉夫共產黨而後宣佈放棄派系分別，聯合任何反法西斯組織加以對抗:21，黨活動再度活絡了起來，還曾加入「國際旅」遠征西班牙內戰為其左翼政府作戰。然而在這時候蘇聯領導人約瑟夫·史達林開始了政治迫害的「大清洗」，數位與莫斯科關係密切的南斯拉夫共產黨的要員都遭到不同程度的處置，有許多人無故失蹤或被處決，共產黨又變回解體的狀態。1937年，史達林任命約瑟普·布羅茲·鐵托為南斯拉夫共產黨總書記，負責改組其組織，共產黨因此開始復甦:22。
1941年，南斯拉夫王國被德國為首的軸心國軍入侵，國家遭德國、義大利、匈牙利和保加利亞軍隊分別佔領:210-211，政府流亡至倫敦。爾後，南斯拉夫人民開始進行武裝抗戰，是為「南斯拉夫人民解放戰爭」。南斯拉夫開始出現了大量的游擊隊組織，主要為狄托領導的組織—「游擊隊」（後期改名為「南斯拉夫民族解放軍」）與德拉查·米哈伊洛維奇的「切特尼克」。切特尼克雖反軸心國，亦反共產黨，且米哈洛維奇認為冒險反抗軸心軍，不如儲備力量、伺機反擊，另外，它們也對南斯拉夫境內的混亂有所加劇，並以塞爾維亞人的利益優先，不惜採取諸多民族主義的恐怖手段:111，大戰後期更是將槍口轉向狄托的部隊，遂不被西方國家所承認為對抗軸心軍的同盟國，失去大量的支援:30。在四年多的抗戰裡，狄托將大量舊勢力、政治對手肅清:114，建立由共產黨人控制的政府機構，而民族解放軍人數也大幅提昇，至1945年時已有80萬人之眾，軸心軍撤出南斯拉夫後，狄托的共產黨即成為了南斯拉夫當地的最大勢力。
1943年11月29日，狄托於亞伊采的會議上宣佈將游擊活動中建立的政治領導機構——「南斯拉夫反法西斯人民解放委員會」立為臨時政府，並否定了流亡的王室政府，並在會議中決定國家將採取聯邦制:152-155。1944年12月，共產黨與流亡政府簽下《狄托-雪巴西茲協定》，規定在南斯拉夫上的軸心軍被驅逐後三個月內舉行自由選舉，決定新政府的型態，在此之前先由共產黨管理軍隊、警察、司法和交通:39。然而，本次選舉僅具有象徵性，共產黨不但運用恐怖暴行操縱選舉，還將其政敵扣上「通敵者」之名而相繼除去:507，最終組成的聯合政府裡，共產黨掌握了幾乎全部的重大職位:39。1945年11月29日，國家制憲會議舉行，決議廢除君主制，建立一個獨立共和國，該日也成為南國的國慶日:210-212。1946年1月30日，制憲會議通過憲法，將南斯拉夫定名為「南斯拉夫聯邦人民共和國」:211，由六個共和國——塞爾維亞、斯洛維尼亞、克羅埃西亞、波士尼亞與赫塞哥維納、馬其頓、蒙特內哥羅以及兩個自治省—科索沃與佛伊弗迪納所組成。

### 蘇南決裂，國家戰略的轉捩點
南斯拉夫建國的同時，世界進入了冷戰時期，分成美國資本主義和蘇聯社会主義兩大陣營，南斯拉夫加入了後者，並仿造蘇聯社會建立法律與經濟體制，狄托本人也忠於莫斯科，視西方國家為主要敵人，還曾數次擊落美國飛機。
然而由於蘇聯持續以各種手段榨取南斯拉夫的資源、控制其經濟與干涉外交、史達林無法忍受狄托的自主性，且蘇聯未考量南斯拉夫複雜的背景、僅以其自身經驗而強加不合理的政策於後者:74。蘇聯還視南斯拉夫為紅軍解放的成果，無視南斯拉夫游擊隊長達四年抗戰的犧牲，以其「解放者」身份傲視南國人:107, 109，紅軍甚至在進入南斯拉夫時搶劫和強姦居民。史達林還暗中安插忠於莫斯科而非狄托的間諜:518，使後者深感不被信任，最終轉化為對蘇聯的反感，走上自主的路線。
蘇南兩國關係自1948年起急速惡化，首先是2月10日史達林強逼南斯拉夫代表，該國的外交政策必須先過問蘇聯的意見；接著於2月底無預警地中斷兩國間的貿易條約；三月，蘇聯撤回其於南斯拉夫的顧問團:521，雙方也開始論戰、彼此攻訐、南斯拉夫批評俄國軍官道德水準不如英軍、蘇方則稱南斯拉夫共產黨領袖們具有「托派」色彩，是「有問題的馬克思主義者」。6月28日，史達林設置用於控制東歐共產黨的機關—共產黨情報局發表聲明，指責狄托的錯誤政治路線，並將南斯拉夫自共產党情報局開除，欲掀起南斯拉夫共產黨內鬨、令狄托失勢，但因為該日是歷史上南斯拉夫抵禦外敵統治的一個紀念性日子，反而使南斯拉夫群眾更加抵制蘇聯的沙文主義威脅:112:523。狄托接著在7月21日發表演說，對共產黨情報局的指責反擊和公佈蘇南兩國的往返信件，雖然蘇聯召集了其他東方集團國家予以責備，但最終狄托勝利，其立場穩固，並獲得中央委員會的廣泛支持，更受到南斯拉夫人民的擁護:112。蘇聯與南斯拉夫的決裂為社会主義陣營的首次分裂，對於後者國家政策與東歐影響甚據，南斯拉夫走上了開放式的社會主義體制與外交中庸路線，後者亦被有所鼓動，一定程度上促成後來東歐各國爆發的反蘇運動，以及對「狄托份子」的政治清算:101, 123。
與蘇聯決裂後，南斯拉夫原先以其為樣版所打造的一切社會、政府與經濟制度受到了全面性的衝擊，使南斯拉夫不得不走上了獨立於東方集團的社会主義國家之路，成為其中的一個特例。此後，狄托進行大幅改革，將原有的蘇聯式體制轉化為適合南斯拉夫的模式，其種種政策被統稱作「狄托主義」，本質上即是一種針對蘇聯制社会主義制度的修正:525。改革主要集中於經濟、外交與內政三方面，皆有相當的自由化與彈性。對於黨內異己，南共頗為包容、批評文章可登於黨內刊物即可見得其自由風氣。1950到1960年代初期，南斯拉夫的經濟成長還相當突出。雖然其生活水準始終無法真正趨近於西歐的水平，但是顯然超過其他共產黨所領導的國家。人民的滿意度與內部的安定度，不但能夠維持，甚至還進一步提升；隨之而來的驕傲感也不斷增加，使大部分的南斯拉夫人相信，他們的模式是一種有效的辦法。:119-120。1950年代，南斯拉夫開始尋求外交上的突破而與亞非等地的第三世界國家有所接觸，先是印度及緬甸，之後拓展到埃及跟印尼，1955年與中華人民共和國建交。1956年，狄托與印度總理尼赫魯及埃及總統納瑟三人在布里奧尼島發表聲明，支持不結盟運動，並於1961年在南斯拉夫首都貝爾格萊德召開首次高峰會，使其不論在國內，或是第三世界國家，都越來越受到歡迎。這項運動的成員國不願涉入冷戰，拒絕與美蘇兩大強國結盟，至2007年已有118成員國，涵蓋了聯合國三分之二的成員國，全世界55%的人口居住在這些國家之中:25。
然而南斯拉夫政府從未成功解決過民族問題，狄托為此打出二戰對抗軸心國的口號—「兄弟情誼和團結」，要求各民族互相尊重與共存，並走中間路線，一方面將反對地方分權、要求強化中央的群體整肅（如1966年，狄托整肅南國秘密警察首腦的亞歷山大·蘭科維奇即為其中一著名示例），另一方面又對任何要求更大自治權、乃演變至分離主義運動的民族採取鐵腕作風鎮壓（如1971年，克羅埃西亞爆發要求更多自治權的「克羅埃西亞之春」事件，也使得克羅埃西亞的領導層遭到整肅）。狄托也為因應情勢修改憲法，增加了各共和國的自主權:18，然而此舉不僅未解決獨立運動的問題，中央權力的下放也一定程度上加速了日後南國的解體。

### 解體危機

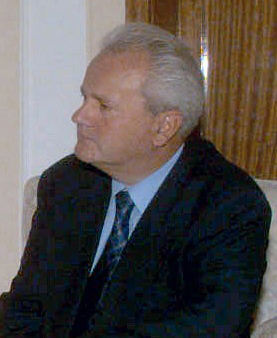
斯洛博丹·米洛塞維奇，「大塞爾維亞主義」代表人物，也是南斯拉夫內戰中聯邦軍與塞軍的領導人。

1980年5月4日，狄托去世，結束其在南斯拉夫長達37年的統治。長期以來，南斯拉夫之所以面對內部存在的大量問題能不致解體，全有賴於狄托的個人魅力、國家面對外敵（特別是蘇聯）所產生的凝聚力與共产黨統治機關，而當狄托去世後，其各種弊端即接連爆發。1980年代起，南斯拉夫同其他東歐社会主義國家一樣面臨到經濟衰退的問題，國內通貨膨脹嚴重、失業率攀升、外債高築（狄托去世時，南斯拉夫已有外債200億美元:112），引起了社會與政治動盪，而南斯拉夫因為先前過度分配了地方權力，使得中央政府變得缺乏決策力，人們傾向分離主義，爭取各自加盟國的權益而不再信任中央的宏觀經濟計劃，使得南斯拉夫經濟一再惡性循環。各民族的領導人也紛紛打出分裂國家、進行激烈改革的旗號，以煽動群眾將現有的不滿轉為對自己的支持:152。
此外，1980年代後期東歐諸國發生了民主化革命，衝擊了南斯拉夫，南共對民眾已失去了以往的凝聚力，迫於1989年宣布放棄一黨專政，各個帶有強烈民族主義色彩的非共政黨開始出現，民族矛盾的問題進而激化，許多以往的仇恨又浮上了檯面，並擴散到其他領域。當狄托去世後，新任的塞爾維亞共和國總統斯洛博丹·米洛舍维奇成為塞族的領導人，強硬地要求於未來重新建立一個強力政府，收回以往被分配到各共和國的權力，重回王國時期，由塞族重攬大權。此主張與其他共和國權益起了衝突，在1990年1月20日南斯拉夫政府召開第十四屆黨特別代表大會、預計將通過「放棄一黨專政」的宣言時，會議演變成塞爾維亞欲強化南斯拉夫聯邦的中央權力與斯洛維尼亞、克羅埃西亞代表希望一個結構更鬆散的聯邦的辯論:162。2月，斯洛維尼亞共產主義者聯盟率先退出了南斯拉夫共產主義者聯盟（南斯拉夫共產黨自1952年起改用的名稱），3月7日時則屏棄國家名稱中的「社會主義」，將政黨多元化，而後共產黨失去了執政權。5月30日，克罗地亚新任總統弗拉尼奧·圖季曼發表聲明，表示南斯拉夫必須成為邦聯制國家或一個鬆散的主權國家聯盟，不然克罗地亚將脫離南斯拉夫而獨立。到此階段，南斯拉夫已變成一國三制的局面，塞尔维亚與黑山堅持一個社會主義聯邦政府、斯洛文尼亚與克罗地亚則要求鬆散的邦聯制，並希望施行資本主義，而波黑、馬其頓則政治情勢不明朗，介於兩極之間:42。
1990年12月23日，斯洛文尼亚舉辦全民公投，期望藉此「民族自決」獲得國際認同，最終有投票數94.6％贊成其獨立:134，並表示未來六個月內與聯邦政府還無法達成協議，斯國將脫離聯邦而獨立:137，克罗地亚也在積極修改憲法來獲得脫離聯邦之權力，兩國也開始準備未來可能與聯邦軍發生的戰爭，整頓共和國自己的軍隊。對於斯、克兩國的一意孤行，南聯邦警告將動用武力進行干預，塞尔维亚總統的米洛舍维奇也表示不再與斯、克兩國談判，揚言一旦南聯邦分裂，塞國將不再尊重各共和國邊界:127。在協商談判之餘，克國境內的塞克兩族軍隊、警察與平民已出現了數次流血衝突。

### 內戰爆發，南聯邦滅亡

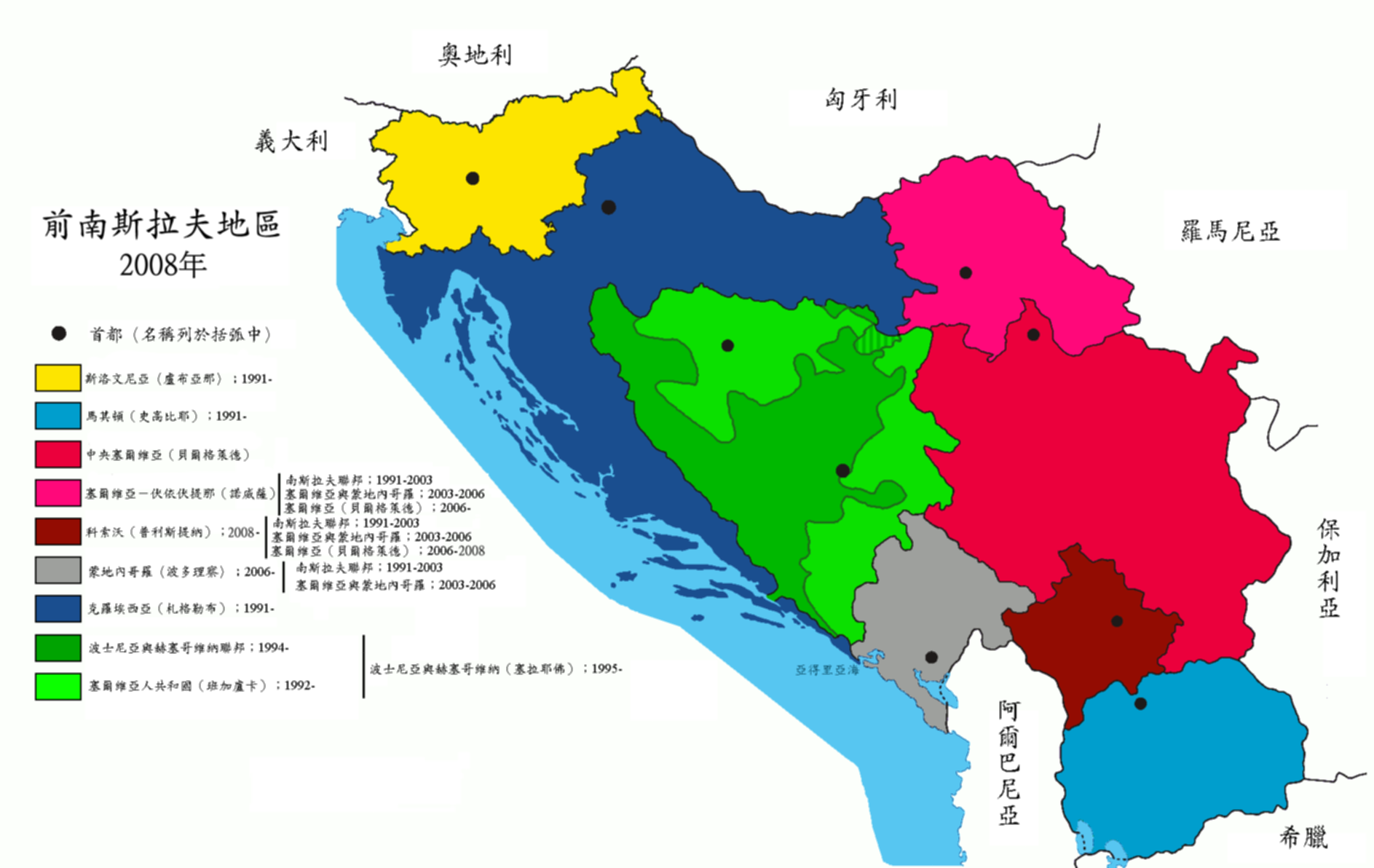
2008年，南斯拉夫解體後獨立的諸國地圖與首都位置。

1991年6月25日，斯洛維尼亞與克羅埃西亞同時宣佈了獨立，成為一連串南斯拉夫內戰的導火線。斯洛文尼亚立即佔領了其與週邊國家的海關與過境通道、破壞了斯境內的聯邦軍水電供應設備，而南联邦立即宣稱其為非法而無效的獨立行動，並於27日派兵進入斯洛文尼亚。對於當時全歐洲正處於「非共化」的政治改革時期，南联邦的動亂被歐洲共同體視為重建新秩序的障礙，故積極調停戰事。7月7日，交戰雙方簽訂停火協定，結束此「十日戰爭」，斯洛維尼亞已獲得了實質的獨立地位。由於斯洛維尼亞基本上是一個單一民族國家，境內的塞族並不多，並無與塞爾維亞欲統一民族的意圖牴觸，故米洛舍維奇對於斯國獨立的既定事實也予以承認:168。然而在克罗地亚方面，米洛舍維奇毫無妥協，雙方關係變得極為緊張，克境內的塞族人因為擔憂受到克族人的迫害，宣佈建立了「塞爾維亞克拉伊納共和國」，成了克羅埃西亞的國中國:168。7月25日，「克羅埃西亞戰爭」爆發。與斯洛文尼亚情況不同的是，克境內有為數不少的塞族人，與塞國界相交地區人數更多，這變成大塞爾維亞主義的一項焦點，塞尔维亚欲將塞族人集結起來、驅逐該地的克族人，而克族人亦有著大克羅埃西亞主義，欲將國境內的塞族人加以驅逐，變成一場奪取領土和「淨化民族」的殘酷戰爭:169，最終由克羅埃西亞獲得了勝利，克罗地亚人隨即驅逐了境內的塞爾維亞人，成為單一民族國家。
鑑於斯克兩國已展開獨立，波黑共和國擔憂南聯邦未來缺乏制衡塞尔维亚人的政治勢力，自己的權益將會受到限制，特別是波黑境內的穆克兩族人，更憂心受到塞族的迫害，於是波黑政府也走上了脫離聯邦之路:175。1991年10月，波黑國會通過了主權宣言，在宣言中暗示將會獨立。塞爾維亞人議員在表决時退場抗議并聲稱這份宣言違法:179。馬其頓方面則同波黑政府，認為若繼續留存於南聯邦則極可能受到塞爾維亞的控制，故也展開獨立行動:173。1991年9月8日，馬其頓共和國舉行了獨立公投，其中有95％的投票人贊成馬其頓脫離南聯邦獨立。11月20日，馬其頓頒布新憲法，正式宣告獨立，由於塞族居民不多，與塞爾維亞利益並未衝突、兩者也想合作解決彼此境內都有阿爾巴尼亞人分離主義的問題、而且美國與歐盟均已積極介入:173，馬其頓因而成為各共和國中罕見的和平獨立國家。12月1日，奧地利、捷克斯洛伐克、匈牙利、義大利、波蘭五國於威尼斯宣佈了「南斯拉夫聯邦已不復存在」。1992年2月15日，南斯拉夫聯邦宣佈，塞爾維亞與蒙特內哥羅兩個共和國合併為新的南斯拉夫國家—「南斯拉夫聯盟共和國」（下稱南聯盟），並表示其為原聯邦的繼承國，但因為內戰中負有重大責任、未達歐盟承認之標準，故不被聯合國所接受其繼承地位:172；在1992年9月22日的聯合國大會上，南聯盟被聯合國逐出:46-47。
1992年2月，波黑舉行了公民投票決定是否自南斯拉夫獨立。穆克兩族大多投票支持獨立，而塞族則抵制這次公投:180。3月，波黑宣佈獨立。4月，「波士尼亞戰爭」爆發，波赫境內的塞族自行成立了「塞族共和國」，自前者獨立出來，與聯邦軍對抗穆克兩族。波士尼亞戰爭除了涉及民族與宗教因素外，戰爭背後還存在著大國間的角力，美國、俄羅斯與英法德三國歐洲代表各自支持三族陣營，所提出的和平計畫皆有所偏袒而不被全體所接受:193，故一直到1995年10月戰爭才結束。最終，波黑維持獨立，由塞族共和國與波士尼亞與赫塞哥維納聯邦兩個政治實體所組成。波赫戰爭結束後隔年，塞爾維亞的自治省科索沃也開始了獨立運動，南聯盟也以武力鎮壓，引來了北約的干涉，「科索沃戰爭」爆發。最終南軍放棄其軍事行動，科索沃被轉交給北約管轄。2000年10月，米洛舍維奇下台，由溫和派的沃伊斯拉夫·科什图尼察接任南聯盟總統，南聯盟與歐洲和北約關係開始好轉，並逐漸走向民主化。隨著時間過去，南聯盟中蒙特內哥羅與塞爾維亞之間不平等的問題逐漸符上檯面，導致黑山的分離主義，為加以安撫，南聯盟於2003年捨棄原名，改作「塞爾維亞與蒙特內哥羅」。然而2006年黑山依然舉辦了獨立公投，獨立派以些微差距獲勝，蒙特內哥羅因而於2006年6月3日宣佈獨立。兩年後，科索沃亦宣佈獨立，塞尔维亚則表示永遠不會認同科索沃獨立，宣佈未來將以談判的方式加以推翻，絕不會施以軍事行動，科索沃的獨立地位亦不為俄羅斯、西班牙等國家所承認。

## 南斯拉夫联盟共和国歷史
1991年至1992年期間，南斯拉夫社會主義聯邦共和國開始解體。斯洛文尼亞、克羅埃西亞、波斯尼亞和黑塞哥維納幾個加盟國紛紛公投獨立。只有塞爾維亞共和國和黑山共和國留在南斯拉夫聯邦。兩國決定維持聯邦存在。1992年，制定了新憲法。受到舊東方集團國家共產主義體制崩潰的影響，共產主義體制被放棄，1990年解體的南斯拉夫共產主義者联盟的指導地位被否定。國旗中的紅星被去除，帶有社會主義色彩的國徽也進行了修改，改為象徵塞爾維亞和黑山的雙頭鷹的紋章。警察這一職業的名稱由「米利察」（Милиција / Milicija）改為波利察（Полиција / Policija）。兩個共和國各自擁有自己的武裝力量。新聯邦還廢除了南斯拉夫社會主義聯邦共和國時代的集體領導體制，實行民選總統制，并設有一個民選的議會。

### 南斯拉夫聯盟共和國和南斯拉夫內戰

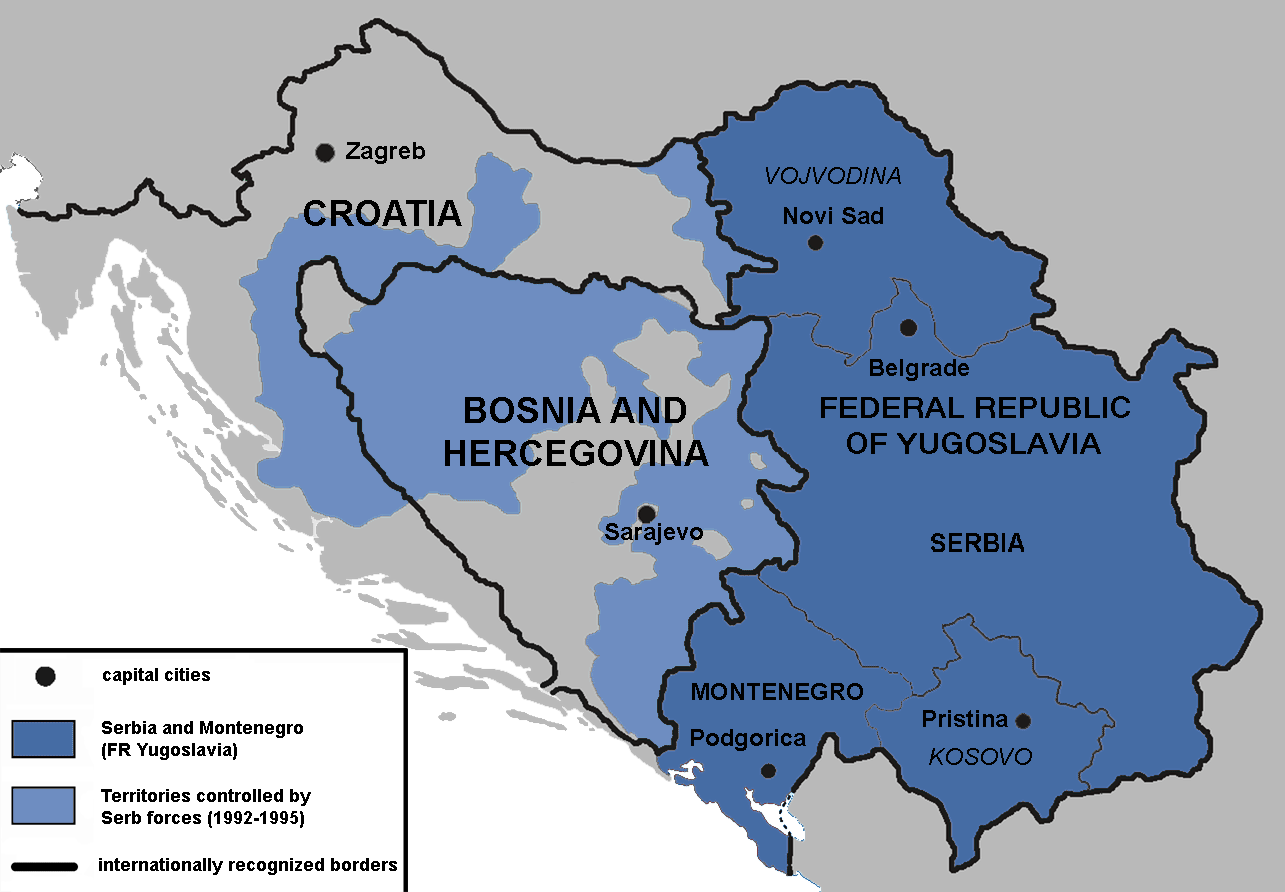
塞爾維亞人武裝勢力在南斯拉夫內戰期間控制過的地區

由於1990年代南斯拉夫內戰的關係，南斯拉夫聯盟共和國被禁止參加各國際組織。這也影響了舊聯邦的資產和債務，特別是國債分配的協議。南斯拉夫聯盟共和國政府在1991年至1995年期間的戰爭中曾支持克羅埃西亞和波黑的塞爾維亞人勢力。因此也使得南聯盟遭受了經濟和政治制裁，國家經濟崩潰，眾多青年人流出至外國。
BBC的紀錄片節目「Death of Yugoslavia」中播出，南斯拉夫高官博里薩夫·約維奇曾公開波黑塞爾維亞人軍隊是自南斯拉夫人民軍中分出的組織。因此，隨著波黑的獨立，之前駐紮在波黑的南斯拉夫人民軍通過這種方式擺脫了「外國侵略軍」的身份，南斯拉夫得以迴避以侵略者的身份介入戰爭的嫌疑。當時波黑的塞爾維亞人軍隊的財力難以維持軍隊運行，從南斯拉夫獲得了大量的装備和全部的資金。並且，塞爾維亞激進黨的黨首，民兵組織「白鷹」的創建者沃伊斯拉夫·舍舍利稱，塞爾維亞總統斯洛博丹·米洛舍維奇曾要求他將民兵送往波黑。並且，指揮波黑的塞爾維亞人軍隊的是過去南斯拉夫人民軍的指揮官拉特科·穆拉迪奇。穆拉迪奇曾以南斯拉夫人民軍指揮官的身份參與1991年至1992年的克羅地亞戰爭，因波黑戰爭中的戰爭犯罪嫌疑而在前南斯拉夫國際法庭被起訴。

### 分離主義
波士尼亞戰爭期間，黑山一直與塞爾維亞站在同一陣線。但在波士尼亞戰後，兩國由於科索沃問題漸趨緊張，再加上經濟政策上的差距加大，黑山與塞爾維亞間的關係終於產生了變化。1996年，黑山廢除了塞爾維亞簽訂的經濟合作關係，開始了獨自的經濟政策，導入德國馬克作為貨幣。之後黑山政府也持續實施以獨立為目標的政策。1997年，黑山領導人公開對米洛塞維奇提出質疑。從1999年開始，蒙國高層開始主張脫離塞爾維亞，建立獨立的國家，並且在科索沃戰爭期間傾向西方，同情科索沃。2000年聯盟大選後米洛塞維奇下台，使得歐盟與南聯盟恢復外交關係，西方因此由支持黑山獨立，轉向支持維持現有的聯邦狀態。然而黑山和塞爾維亞之間緊張的政治關係在2000年米洛舍維奇下台之後也一直持續。並且，阿爾巴尼亞人民族主義者的武装組織在1996年開始其暴力行為逐漸激化。南聯盟國家的存續對政府來說已經是嚴重的問題。

### 科索沃戰爭
米洛舍維奇的第二任塞爾維亞總統任期結束之後，參加了南聯盟總統的選舉，并獲得勝利。隨著米洛舍維奇成為聯邦總統，他獲得了南斯拉夫聯邦軍隊和治安部隊的直接指揮權。米洛舍維奇將軍隊投入到鎮壓科索沃分離獲得的行動中。衝突在1996年至1999年期間激化，發展為科索沃戰爭。
1999年3月開始，在美國的指導下，北大西洋公約組織（NATO）開始介入科索沃戰爭。北約認為南联政府在科索沃對阿爾巴尼亞人進行種族清洗。其中證據之一是過激派塞爾維亞人民族主義者沃伊斯拉夫·舍舍利在這時擔任南斯拉夫的總理。舍舍利率領的民兵組織「白鹰」參與了克羅地亞戰爭和波黑戰爭，犯下了屠殺市民等眾多暴行。而國際社會擔心同樣的事情會發生在科索沃的阿爾巴尼亞人身上。並且，米洛舍維奇也被懷疑間接參與了上述暴行。北約開始了名為聯軍作戰的大規模空襲，對疑似南联軍隊和塞爾維亞人準軍事組織的相關設施進行轟炸。在南斯拉夫各地，北約的作戰造成了488名平民伤亡，受到了來自俄中等国的嚴厲批判。南联政府批評北約的行為是以市民為對象的恐怖攻撃（据信这是南联媒体栽赃）。貝爾格萊德在二戰之後 首次遭到空襲。北約介入之後，塞爾維亞人軍事勢力失去能力，西方国家仍然指责其對阿爾巴尼亞人進行屠殺。庫斯卡屠殺、波杜耶沃屠殺、維利卡庫爾沙屠殺等都是在戰爭中塞爾維亞人警察和準軍事組織對阿爾巴尼亞民眾進行的屠殺。北約要求南联停止在科索沃的軍事行動，并要求恢復科索沃的自治。迫于以美国为首的北约强大的武力介入与威胁，最终米洛舍维奇接受了北约开出的条件，科索沃解放軍必须解除武裝，停止軍事行動。南聯盟則從科索沃撤軍，允許阿尔巴尼亚人回鄉重建家園，並接受聯合國維和部隊的監督（北約可在聯合國旗幟下參與），於是科索沃戰爭宣告終止。
1999年6月，北約結束空襲之後，以北約為主的聯合國維和部隊進入科索沃，和科索沃解放軍合作恢復科索沃的秩序。北約決定和科索沃解放軍合作使得塞爾維亞人認為北約站在分離主義者的一側。科索沃解放軍在戰爭中也對塞爾維亞民眾犯下諸多暴行。在科索沃的統治權交給北約時，有約30萬人的科索沃居民（主要是塞爾維亞人）離開或被驅逐出科索沃。由於眾多塞爾維亞人離開科索沃，科索沃的塞爾維亞人人口大幅減少。眾多塞爾維亞人擔心已經加入科索沃統治機構的科索沃解放軍對塞爾維亞人展開迫害。雖然引起了眾多的批判，聯合國對科索沃的決議的實施得到了進展。科索沃雖然在法律上是南斯拉夫的一部份，但南联的統治權已被完全排除。科索沃效仿黑山停止使用南斯拉夫第納爾，并擁有獨自的議會和內閣。並且還走在黑山之前製作了自己的汽車牌號。在科索沃，南联的法律制度並不適用，科索沃擁有自己的政府，南联的軍隊、警察、民兵、準軍事組織都被從科索沃排除。聯合國的決議直至南聯盟解體之後的2009年為止都有效。

### 改組與分裂
塞爾維亞與黑山間的關係並沒有因為西方國家支持維持現狀而改善，而1992年南聯盟的憲法中又沒有提及關於聯邦共和國實體獨立的權利及過程，從而引發爭論。後來在歐盟的調停下，雙方於2002年3月14日在貝爾格萊德簽署協議，決定將聯邦變為由兩個各自擁有經濟、貨幣以及關稅決定權的半獨立（semi-independent）國家所組成，並且更名為「塞爾維亞與黑山」。另外依據此協定通過了聯邦的新憲章，明定憲章通過三年後，任何一方都有權提出脫離聯邦。後來在2006年5月，黑山舉行獨立公投，6月3日，國會宣布獨立。